# Peter Hugge
Peter Hugge er en dansk dramatiker, forfatter og teatermand. 
Han debuterede i 1990 med enakteren "Den Perfekte Sømand". Siden har han skrevet for Radioteatret i Danmarks Radio, og for scenen med skuespil som f.eks. "Nektar" til Jomfru Ane Teatret, "Forbrændt" til Husets Teater, "Grenzen" til Mungo Park Kolding. I 2010 opførtes Peter Hugges skuespil Forbrændt (Verbrannt) på S'ensemble Theater i Augsburg. 
Desuden har Peter Hugge skrevet for tv og film, bl.a. manuskript til den prisbelønnede kortfilm Svensk Roulette, instrueret af Anders Gustafsson. Endvidere instruerer Peter Hugge, og han er ofte anvendt som konsulent og dramaturg, både på film og teater, bl.a. for Line Knutzon. I 2015 udgav Peter Hugge novellesamlingen "I Nærheden" på forlaget Tiderne Skifter.